# Alex Price
Alex Price (Manchester, 17 ottobre 1985) è un attore britannico.

## Filmografia parziale

### Televisione
- Casualty – serie TV, episodio 23x10 (2008)
- Being Human – serie TV, episodio 1x03 (2009)
- Merlin – serie TV, episodio 2x02 (2009)
- Doctors – serial TV, puntata 11x216 (2010)
- Doctor Who – serie TV, episodio 5x06 (2010)
- Lewis – serie TV, episodio 4x04 (2010)
- Going Postal, regia di Jon Jones – miniserie TV (2010)
- Vera – serie TV, episodio 2x04 (2012)
- Padre Brown (Father Brown) – serie TV, 52 episodi (2013-2022)
- Penny Dreadful – serie TV, 5 episodi (2014-2015)
- Doctor Thorne, regia di Niall MacCormick – miniserie TV, 3 puntate (2016)
- Beowulf: Return to the Shieldlands – serie TV, 3 episodi (2016)
- Testimoni silenziosi (Silent Witness) – serie TV, episodi 21x09-21x10 (2018)
- Le indagini di Roy Grace (Grace) – serie TV, episodio 1x02 (2021)
- The Capture – serie TV, episodio 2x03 (2022)
- Una spia tra noi - Un amico leale fedele al nemico (A Spy Among Friends), regia di Nick Murphy – miniserie TV, 4 puntate (2022)
- La chimica della morte (The Chemistry of Death), regia di Richard Clark – miniserie TV, puntate 1-2 (2023)
- The Serpent Queen – serie TV, 5 episodi (2024)

### Teatro
- Harry Potter e la maledizione dell'erede (Harry Potter and the Cursed Child) (2016-2018)

## Doppiatori italiani
Nelle versioni in italiano delle opere in cui ha recitato, Alex Price è stato doppiato da:
- Paolo Vivio in Padre Brown
- Simone Crisari in Penny Dreadful
- Emilio Mauro Barchiesi in The Serpent Queen